# Swap (finanzas)
Una permuta financiera o swap es un contrato por el cual dos partes se comprometen a intercambiar una serie de cantidades de dinero en fechas futuras. Normalmente los intercambios de dinero futuros están referenciados a tipos de interés, llamándose IRS (Interest Rate Swap o Permuta financiera de tipo de interés) aunque de forma más genérica se puede considerar una permuta a cualquier intercambio futuro de bienes o servicios (entre ellos de dinero) referenciado a cualquier variable observable.

## Conceptos

### Partes de una permuta
Dado que es un compromiso de intercambio de dinero a futuro, una permuta tiene dos partes, una para cada uno de los contratantes: el compromiso de cobro de dinero a futuro y el compromiso de pago de dinero a futuro.

### Representación gráfica
Para una de las partes, una permuta gráficamente se puede representar de la siguiente manera:
Donde se producen para una de las contrapartidas una serie de flujos de cobros y una serie de flujos de pagos desde el momento inicial del contrato (t=0) hasta su vencimiento (t=v). Lógicamente, lo que para una de las partes son derechos de cobros son compromisos de pagos para la otra y viceversa.

### Valor
Como cualquier contrato o compromiso de flujos de dinero, una permuta debe tener un valor económico. El valor económico de la permuta, sí es determinable, reflejará en cualquier momento del tiempo la cantidad a pagar o recibir para entrar o salir del contrato en función de en que lado del compromiso estamos nosotros.

#### ¿Cómo valorar una permuta?
Dado que una permuta se corresponde de unos compromisos de flujos futuros de cobro y de pago, para hallar su valor debemos valorar esos compromisos futuros. Usaremos la técnica del arbitraje para valorar los compromisos futuros. El arbitraje consiste en replicar los flujos de la permuta mediante instrumentos simples de forma que la agregación de la valoración de los instrumentos simples será el valor económico del compromiso en su conjunto. El valor económico (VE), pues, lo podemos expresar como:
{\displaystyle VE=\sum _{t=0}^{V}\varphi (F_{t})}
Esta expresión recoge la suma del valor en el momento inicial de los compromisos futuros que incorpora la permuta. Un valor de {\displaystyle F_{t}} positivo supone un compromiso de cobro y un valor negativo supone un compromiso de pago. El valor VE puede ser positivo, negativo o cero. Si es positivo supone que "a fecha de hoy" la valoración de los compromisos futuros de cobro es mayor que los compromisos futuros de pago. Es importante entender el concepto de valor a fecha de hoy. Aunque el valor a fecha de hoy de los cobros sea mayor que el valor de los pagos no significa que cuando pase el tiempo cobraremos más que lo que pagaremos, llegando a ser posible la situación inversa. Este concepto se entenderá mejor con el ejemplo. El valor a fecha de hoy también es conocido como Valor Actual Neto (VAN) o NPV (abreviación del inglés "Net Present Value"). En adelante llamaremos indistintamente VAN=VE=NPV.
Partiendo de la base de que el valor actual de los flujos de la permuta en el momento de la compra debe ser cero, de manera que la transacción sea justa para ambas partes se presentan dos situaciones: 
- Cuando el VAN es positivo, deberemos pagar a nuestra contraparte el VAN para entrar en el contrato de permuta
- Si el VAN es negativo, nuestra contrapartida, nos pagara el VAN

En función de la variable a la que se referencian los cobros y pagos futuros la función {\displaystyle \varphi } será diferente. Esto significa que los instrumentos simples que utilizaremos para calcular el valor económico por arbitraje (VAN) serán diferentes en función de cada variable a la que se referencian los flujos.

### Utilidad
Básicamente se puede hablar de dos utilidades o motivos por los que se tendrá interés en acogerse a una permuta:
a) Cambiar nuestros bienes o recursos futuros: Puede interesarnos para nuestro negocio intercambiar durante un tiempo bienes o recursos que generaremos por otros bienes o recursos necesarios para nuestra actividad o bienestar.
b) Especulación: Al igual que la especulación en otros activos, acordaremos una permuta si nuestra visión es que los bienes que recibiremos a futuro van a suponer para nosotros mayor valor que los bienes que entregaremos a futuro.

### Negociación
Las permutas se negocian OTC entre dos contrapartidas. Los contratos de permuta realizados entre entidades financieras están estandarizados bajo contratos marcos ISDA. Existe para entidades españolas una versión estandarizada sujeta a la legislación española, es el contrato CMOF, redactado en español.

### Concepto de cotización o «Pricing» y cobertura
Por cotización de una permuta entenderemos el acto de calcular y ofrecer un precio para contratar una permuta. En los mercados financieros las contrapartidas que se dedican permanentemente a cotizar permutas se llaman creadores de mercado o market makers.
En una permuta, el concepto de cobertura se le suele aplicar desde dos ámbitos:
- Pensando en que la permuta es un instrumento de cobertura de otros instrumentos financieros.
- Pensando en como cubrir el riesgo de tipo de interés que nos provoca entrar en una permuta. Este riesgo se suele cubrir con otros instrumentos financieros (futuros, depósitos, etc) o con otras permutas.

### Otras consideraciones
- Las permutas están sujetas a riesgo de crédito. El riesgo crediticio existe por la posibilidad de que nuestra contrapartida no pague sus compromisos. En este caso, el riesgo de crédito no es del nominal, sino del VAN de la permuta en cada momento que queremos medir el mismo. Existen mecanismos, como las garantías en forma de colateral, para mitigar el riesgo de crédito.

- Las permutas están sujetos al riesgo de liquidez. En determinadas situaciones de mercado podría ser que no hubiera contrapartes dispuestas a entrar en la operación de permuta que queremos lo que implica que tenemos un riesgo de liquidez. En este caso podría ser posible no encontrar a nadie para poder realizar la operación de cobertura o especulación que deseamos. Es pertinente mencionar que la permuta mantiene un mayor riesgo a comparación de otros instrumentos financieros derivados. Si la liquidez del mercado desaparece entonces los modelos de valoración fallan. Es muy importante tenerlo en cuenta para su cobertura y cotización.

- Los contratos de permuta entre empresas relacionadas.- los contratos de permuta son analizados como una operación entre empresas vinculadas ya que pueden ser tomados como estrategia empresarial el hecho de compartir los riesgos derivados de los tipos de cambio o tipos de interés.

## Permutas de tipo de interés
Hemos comentado que una permuta puede referenciarse a cualquier tipo de variable observable. Así los compromisos de cobro y pago de las dos partes de la permuta pueden referenciarse a diferentes variables (por ejemplo, tipos de interés, precio del petróleo, precio de la vivienda, cotización de una acción, etc). Las permutas más simples y conocidas en los mercados financieros son las permutas de tipo de interés. En estas permutas cada parte está referenciada a diferentes índices de tipo de interés.

### Permutas de tipos de interés de tipo variable frente a tipo fijo
Las permutas fijo/variable se pueden definir como el compromiso por el que una parte paga/recibe un tipo fijo sobre un nocional prefijado {\displaystyle N_{1}} y recibe/paga un tipo variable sobre un nocional prefijado {\displaystyle N_{2}}. Normalmente {\displaystyle N_{1}=N_{2}=N}. El nocional es la cantidad sobre la que se aplicará el tipo de interés (el nocional también se suele llamar nominal). Un ejemplo en detalle de cómo se definiría un contrato de swap fijo variable sería como sigue:
Fecha de inicio: 20 de julio de 2008
Fecha de finalización: 20 de julio de 2011
Contraparte que paga fijo recibe variable: A
Contraparte que recibe fijo paga variable: B
Nocional({\displaystyle N_{1}=N_{2}=N}): 100.000 euros
Tipo fijo: 4%
Periodicidad de pago del tipo fijo: semestral (base 30/360). Primer pago el 20 de enero de 2009 y último pago el 20 de julio de 2011.
Tipo variable: Euribor 6 meses.
Periodicidad de fijación del tipo variable: semestral con primera fijación en fecha 20 de julio de 2008 y última fijación el 20 de enero de 2011.
Periodicidad de pago del tipo variable: semestral (base 30/360) pagos por periodos vencidos. Fecha del primer pago 20 de enero de 2009 y último pago 20 de julio de 2011.
Esto significa que la parte A pagará cada 20 de julio y 20 de enero de 2000 euros a la parte B y que recibirá de la parte B cada 20 de julio y 20 de enero el tipo euribor 6 meses antes sobre el nocional y dividido por dos ya que el plazo es semestral (el 20 de enero se paga el tipo a 6 meses que se fijó el 20 de julio anterior ya que se paga el tipo de interés por vencido).

#### Valoración de una permuta a tipo fijo/variable. Descomposición
Para valorar una permuta a tipo fijo/variable descompondremos la permuta en sus distintos flujos. Estos son los compromisos de pago/cobro de flujos a tipo fijo y los compromisos cobro/pago a tipo variable.

##### Valoración de los compromisos a tipo fijo
Vamos a empezar con la valoración de un compromiso a tipo fijo. Si nos fijamos en el ejemplo cada uno de los compromisos a tipo fijo suponen el pago de una cantidad cierta de dinero. Descompondremos la cadena de pagos fijos y obtendremos el valor económico de cada uno de ellos. De esta forma, cuando sepamos valorar un único compromiso "simple", seremos capaces de valorar su conjunto.
¿Cuál es el valor económico del primer pago de 2.000 euros que hay que realizar el 20 de enero de 2009?
Para realizar la valoración usaremos el arbitraje. Esto supone que el valor del compromiso ha de ser tal que suponga que no podemos ganar o perder dinero comprando o vendiendo el compromiso y simultáneamente realizar una operación financiera que nos permita ganar un beneficio sin riesgo. Vamos a poner un ejemplo. Supongamos que estamos en fecha 20 de julio de 2008 y queremos saber el VAN del compromiso de pago de 2.000 euros el 20 de enero de 2009. Si tenemos que pagar 2.000 el 20 de enero de 2009 la cantidad que necesitamos tener hoy para poder hacer frente a ese pago, suponiendo que el tipo de interés a 6 meses es el 3,5%, es:
{\displaystyle NPV={2000 \over (1+{3,5\% \over 2})}=1965,6}
¿Por qué 1965,6? Si invertimos esta cantidad durante 6 meses, a un interés del 3,5% anual, los intereses que obtendríamos al cabo de los 6 meses son 34,4 euros, que sumados a los 1965,6 hacen un total de 2.000 euros que es exactamente nuestro compromiso. Por tanto el valor económico de un pago de 2.000 euros el 20 de enero de 2009 a fecha 20 de julio del 2008 es de 1965,6. Esta es la cantidad que deberemos aceptar para entrar en el compromiso de pago de los 2.000 euros para que no suponga ninguna perdida ni beneficio para nosotros.
El arbitraje supone que cualquier otro valor del compromiso permite hacer un beneficio sin riesgo.
Imaginemos que por entrar en el compromiso de pagar los 2.000 euros alguien nos paga 1980 euros. Inmediatamente podemos ver que para atender nuestro compromiso solo necesitamos 1965,6 euros con lo que realizamos un beneficio directo de 14,4. En este caso siempre será interesante entrar en el compromiso.
Si alguien estuviera dispuesto a pagar 1950 euros para recibir 2000 euros 6 meses después, si los tipos de interés fueran el 3,5%, no nos interesara entrar en el compromiso de pago sino al revés. Si alguien está dispuesto a recibir 1950 euros para pagar 2.000 euros 6 meses después, lo que nosotros haremos es la operación contraria, si podemos, y pagar los 1950 euros. El único problema es que debemos pagar 1950 euros hoy para recibir 2.000 euros en 6 meses pero hoy no tenemos los 1950 euros. Muy fácil. Pedimos un préstamo de 1950 euros a 6 meses al 3,5%. Al cabo de 6 meses deberemos devolver el préstamo pagando los intereses (34,13), lo que supone que devolvemos de nuestro préstamo un total de 1984,13. ¿Cómo devolvemos el préstamo? con los 2.000 euros que nos paga nuestra contrapartida. Esto supone que obtenemos un beneficio en fecha 20 de enero de 2009 de 15,9 euros.
Por tanto esto supone que, por arbitraje, el valor económico del compromiso solo pueden ser los 1965,6, ya que cualquier otro valor supone que se puede arbitrar y obtener un beneficio sin riesgo.
Para poder avanzar más adelante vamos a empezar a poner estos conceptos en forma matemática y empezaremos a dar forma a nuestra función {\displaystyle \varphi }.
Llamaremos factor de descuento a la función {\displaystyle FD_{t}} que relaciona por arbitraje el valor económico de un compromiso futuro de pago fijo. En nuestro caso {\displaystyle FD_{20/1/2009}=0,982800983} y por tanto se cumple la relación:
{\displaystyle VE=VA=NPV=FD_{t}\cdot F_{t}\qquad 1965,6=FD_{t}\cdot 2000\qquad 1965,6=0,982800983\cdot 2000}
Con lo que determinamos la forma de la función {\displaystyle \varphi } para obtener el valor económico hoy de un único pago cierto a una fecha futura. Para la agregación de todos los flujos futuros a tipo fijo la expresión genérica será:
{\displaystyle VE=\sum _{t=0}^{V}FD_{t}\cdot F_{t}}
Que en nuestro ejemplo concreto quedaría como:
{\displaystyle VE=\sum _{t=20/7/08}^{20/7/2011}FD_{t}\cdot 2.000}
Podemos ampliar la fórmula desarrollando el término {\displaystyle F_{t}}, que es el flujo en el momento t, incorporando todas las variables que describen el swap obteniendo una fórmula genérica:
{\displaystyle VE=\sum _{t=0}^{V}FD_{t}\cdot \left(N{C \over p}\right)}
Donde N es el nominal sobre el que se aplica el tipo fijo (C) y p=1,2,...,12 para indicar el número de pagos que se realizan durante un año(p=1 anual, p=2, semestral, p=4 trimestral, etc). En nuestro ejemplo N=100.000, C=4% y p=2.
Ahora ya hemos hallado el valor económico de la pata fija del swap. Nos queda hallar el valor económico de la pata flotante para encontrar el valor de todo el swap en su conjunto. (Para más información véase también VAN)

##### Convención para el Factor de descuento
Hemos de parar aquí un momento para tomar una convención que luego simplificará mucho la carga matemática. Los factores de descuento se calcularán con los tipos de interés de la curva cupón cero y con tipo compuesto anual en lugar de tipo de interés simple. (para más detalles ver factor de descuento ). Esta convención supone que la función {\displaystyle FD_{t}} coge la siguiente forma:
{\displaystyle FD_{t}=(1+i_{t})^{-t}}
Donde {\displaystyle i_{t}} es el tipo de interés cupón cero que hay en el mercado financiero para un periodo que va desde hoy hasta el momento t (expresado en años).
En nuestro ejemplo, el tipo cupón cero equivalente al 3,5% a 6 meses (llamado también tipo nominal) será el que satisface la ecuación {\displaystyle FD_{t}=0,982800983=(1+i_{t})^{-0,5}}. Siendo {\displaystyle i_{t}=3,5\%}

##### Valoración de los compromisos a tipo variable
Bien, aquí nos aparece un problema. Si hoy es el 20 de julio de 2008, el compromiso a tipo variable del primer periodo, el que en nuestro ejemplo tenemos que pagar en fecha 20 de enero de 2009, es conocido, ya que es el tipo euribor a 6 meses en fecha de hoy. Pero, ¿cómo valoramos el compromiso de pagar el euríbor a 6 meses que habrá el 20 de enero de 2009, pagadero el 20 de julio de 2009, si desconocemos ahora cuál será? Tampoco sabemos cuáles serán los sucesivos tipos euribor a 6 meses que se fijarán durante la vida del contrato. ¿cómo hacemos entonces para encontrar el valor económico (VAN) de los compromisos de la pata variable? De nuevo un análisis por arbitraje nos permitirá hallar la solución y encontrar la fórmula que necesitamos.
Supongamos que el compromiso de la pata variable es de pago del mismo. Así, en nuestro ejemplo, si somos la contrapartida B deberemos hacer las operaciones financieras necesarias para poder pagar el euribor 6 meses de cada periodo, pero que ahora desconocemos cuál es el tipo que se fijará. La única forma de conseguir que podremos pagar el tipo flotante sobre el nocional durante toda la vida del contrato es teniendo en nuestras manos una cantidad igual al nocional e invirtiéndola cada 6 meses al tipo euribor 6 meses. Los intereses que recibiremos de nuestro capital invertido son los que nos permitirán pagar el compromiso a tipo flotante de nuestro contrato de permuta. Pero, de nuevo, nos aparece otro problema: no tenemos en nuestras manos el capital. Por tanto deberemos pedir a préstamo este capital a fecha de hoy y lo devolveremos a la fecha de vencimiento del mismo. Es decir la capacidad de poder pagar los diferentes euribores futuros tiene un coste económico (VE=VA=NPV) igual al coste de pedir prestado el nocional durante la vida del contrato. No importa cuales vayan a ser los tipos euribor 6 meses futuros que hoy seremos capaces de pagarlos si hemos pedido a préstamo el nocional del contrato de swap y lo devolvemos a la fecha de vencimiento.
Entonces el valor económico del compromiso de la pata flotante vendrá dado por el valor hoy de los intereses que hemos de pagar al vencimiento del contrato del nocional pedido a préstamo.
Necesitamos ahora un poco de matemáticas para poner estos conceptos en orden. Si pedimos hoy un préstamo de capital N y lo hemos de devolver en el momento v, el capital a devolver {\displaystyle N_{v}}es:
{\displaystyle N_{v}=N\cdot (1+i_{v})^{v}}
y, por tanto los intereses I que debemos pagar a la fecha de vencimiento son: 
{\displaystyle I=N_{v}-N}
Estos intereses son el valor económico a la fecha de vencimiento que tiene el compromiso de poder pagar los euríbores futuros. Para hallar el valor económico hoy solo debemos aplicar la fórmula que hemos usado para hallar el valor actual de un compromiso único a tipo fijo, es decir, le aplicaremos el factor de descuento a los intereses I. Un poco de álgebra nos lleva a encontrar el valor económico del compromiso flotante (NPV):
{\displaystyle NPV=FD_{v}\cdot I=(1+i_{v})^{-v}\cdot (N_{v}-N)=N\left(1-(1+i_{v})^{-v}\right)=N\cdot (1-FD_{v})}
Aunque parecía complejo acabamos de obtener el valor económico de los compromisos de la pata flotante del swap.
El arbitraje nos garantiza nuevamente que el valor debe ser {\displaystyle N\cdot (1-FD_{v})} ya que como hemos mostrado en las secciones anteriores cualquier otro valor haría posible un beneficio sin riesgo.

#### Valoración de una permuta a tipo fijo/variable. Valor total
El Valor económico de una permuta en su totalidad vendrá dado entonces por la agregación de valores de los compromisos de las dos partes. Entonces si suponemos que somos la contraparte A de nuestro ejemplo, que paga fijo y recibe variable, el VAN de la permuta será el VAN de la pata de cobro (en este caso variable) menos el NPV de la pata de pago (en este caso fijo). Por tanto:
{\displaystyle NPV=N\ \cdot (1-FD_{v})-\sum _{t=0}^{V}FD_{t}\cdot \left(N{C \over p}\right)}
o, reordenando;

{\displaystyle NPV=N\left((1-FD_{v})-\sum _{t=0}^{V}FD_{t}{C \over p}\right)}

Igual que comentábamos para un compromiso único de tipo fijo el VAN puede ser positivo, negativo o cero. La operación es justa para ambas partes si el VAN=0 y si tiene un valor positivo para nosotros deberemos pagar a la contrapartida dicho importe para que sea aceptable para ella entrar en el contrato de permuta. En caso de que el VAN sea negativo nuestra contrapartida nos deberá compensar.

#### Relaciones que podemos establecer a partir del VAN de una permuta
La fórmula que hemos obtenido determina que los valores de los parámetros de una permuta (el VAN, C, p, etc) han de mantener la relación formulada. Algebraicamente podemos despejar cualquiera de las variables de la ecuación para hallar su valor, que debe ser único, para evitar una condición de arbitraje.
La relación más común en los mercados financieros es la que refleja el valor del tipo fijo que hay que establecer para que el VAN de la permuta sea igual a cero en el momento de su contratación.
Esta relación la podemos formular como:
{\displaystyle C=p\left({1-FD_{v} \over \sum _{t=0}^{v}FD_{t}}\right)}
Esta es la forma como se cotiza una permita fijo-variable en los mercados financieros: en función del tipo fijo al vencimiento del contrato siendo estándares el resto de parámetros (por ejemplo, la periodicidad del cupón fijo, el índice variable, etc). La parte estándar de un swap en los mercados financieros actualmente es:
- Índice variable: Euribor 6 meses, liquidación semestral. Base ACT/360
- Índice Fijo: Según el momento de mercado, liquidación anual. Base 30/360
- Condiciones legales: ISDA o CMOF

Las demás permutas expuestas en este artículo necesitan otra formulación matemática para calcular su VAN.

#### Ejemplo de valoración de una permuta en el tiempo. Resultados, valoración y liquidaciones
En la tabla siguiente se reflejan los valores de la operación de permuta del ejemplo en el tiempo, suponiendo una evolución de los tipos de interés según se indica en la misma. Suponemos que somos la contrapartida que paga el tipo fijo. Es interesante observar los siguientes puntos:
- El tipo de mercado en el momento de contratar la permuta es el 3.96% mientras que nosotros aceptamos entrar en una permuta pagando un 4% que es mayor, por lo que la contrapartida nos ha de compensar por ello y nos paga una prima inicial de 110 euros, el VAN, para que sea neutro para nosotros entrar en la operación

- Hay momentos en la vida de la operación en que tenemos beneficio ya que, por ejemplo, a fecha 20/1/2010 hemos pagado 140 euros por las liquidaciones hasta la fecha, pero el VAN de la permuta es de 1.132 euros. Esto supone que si cancelamos la operación en esa fecha, nos pagarían los 1.132 euros y, por tanto, habríamos realizado un beneficio de 992 euros por la operación. El VAN es positivo porque en aquel momento los tipos de interés son superiores al 4% que hemos de pagar.

- Al final de la operación, aunque ha habido momentos en que teníamos un beneficio, la misma nos ha resultado perdedora ya que hemos acabado pagando 515 euros en total.

### Otras permutas de tipo de interés
En general cualquier combinación de compromisos de cobro/pago de flujos de tipo de interés constituye una permuta. Las combinaciones son pues muy numerosas (por ejemplo tipos fijos crecientes en el tiempo, nominales variables en el tiempo, etc). A continuación se expone una relación de los más usuales en los mercados financieros.

#### Permuta fija contra fija o variable contra variable
Los pagos y cobros están referenciados a índices fijos o variables en las dos partes. Los índices deben ser para diferentes periodicidades en cada pata para que tenga algún interés la permuta.

#### Asset Swap
Los pagos/cobros de una pata replican los cobros/pagos de un activo mientras que la otra pata se paga a un tipo de interés variable. Sirve para convertir los flujos de un activo que tengamos (por ejemplo un bono que paga un tipo fijo) a otros que nos convienen más.

#### Call Money Swap
Tipo especial de swap muy utilizado en el mercado interbancario. Suelen tener vencimientos desde un mes a un año. Una de las patas es a tipo fijo mientras que la otra esta indexada a un tipo variable diario (normalmente el tipo Eonia). Se suele realizar una sola liquidación a vencimiento.

#### Constant Maturity Swap
Tipo especial de permuta en el que una de las patas está referenciada a un tipo variable a corto plazo euribor (inferior a 12 meses) y la otra está referenciada a un tipo superior a 12 meses (por ejemplo, el tipo swap a 10 años). Se suele cotizar en % del tipo referenciado al índice superior a 12 meses.

### Permutas de tipo de interés en diferentes divisas
Un caso especial de las permutas de tipo de interés es el caso en el que una de las patas está referenciada a una divisa y la otra pata a otra divisa. Por ejemplo la pata fija podría estar expresada en tipos de interés en dólares y la otra en euros.
(No debe confundirse con la operación de permuta de divisas)
Las fórmulas expresadas anteriormente para la permuta simple fija contra variable son diferentes en este caso para incorporar este hecho.

## Ejemplos de otros tipos de permutas

### Permuta de divisas
Una permuta de divisas es una operación que incluye una compraventa de divisas a fecha de hoy y una operación de sentido contrario a fecha futura a un precio prefijado hoy. Por ejemplo, una compra de dólares contra euros hoy a un precio de 1.40 y venta de euros contra dólares dentro de un mes a un precio de 1.3970.

### Equity Swap
En un Equity swap una de las patas está referenciada a tipo de interés y la otra referenciada a renta variable (acciones o Equity«Equity»). La referencia a la renta variable puede ser de muchos tipos (variación sobre un índice, sobre una cartera de acciones, rentabilidad en un periodo, etc)

### Total Return Swap
En este tipo de swap se intercambia un tipo de interés flotante por todos los flujos de un activo financiero por variados y complejos que sean. Usualmente si el vencimiento de esta permuta es inferior al del activo financiero suele haber un intercambio, entre las partes, del activo al inicio y vencimiento del contrato de permuta a un precio prefijado. Es un contrato muy similar a lo que es el forward.